# Lomnička (Plasy)
Lomnička je vesnice, část města Plasy ve střední části okresu Plzeň-sever v Plzeňském kraji. Leží šest kilometrů jihozápadně od Plas. Katastrální území Lomnička u Plas měří 14,65 km². Ves je součástí Mikroregionu Dolní Střela. 
Lomnička sousedí s hospodářským dvorem Lomany na severovýchodě, s Mrtníkem na jihu, s Lozou na jihozápadě, samotou Chaloupky na západě a Dražní na severozápadě.

## Název
Vesnice se jmenuje podle jednoho z přítoků Lomanského potoka, který se pravděpodobně jmenoval Lomnice. Název se v historických pramenech objevuje ve tvarech: Lomnice (1175), Lomniczka (1556), llomnicžka (1554), llomnijcžka (1546) a Lomička (1785, 1838).

## Historie
Asi jeden kilometr severovýchodně od vesnice je nad Dražeňským potokem ostrožna, na které se v pravěku nacházelo eneolitické výšinné sídliště chamské kultury. Osídlení o rozloze asi 500 m² je doloženo nálezy mazanice a souborem 26 keramických střepů.
První písemná zmínka o vesnici pochází z roku 1175.

## Obyvatelstvo
Při sčítání lidu v roce 1921 zde žilo 305 obyvatel (z toho 154 mužů) československé národnosti, z nichž bylo 126 katolíků, šest evangelíků, 22 členů církve československé a 151 lidí bez vyznání. Podle sčítání lidu z roku 1930 měla vesnice 263 obyvatel: 262 Čechoslováků a jednoho Němce. Převládala římskokatolická většina, ale ve vsi žilo také 38 evangelíků, devět členů církve československé a 55 lidí bez vyznání.
| Rok            | 1869 | 1880 | 1890 | 1900 | 1910 | 1921 | 1930 | 1950 | 1961 | 1970 | 1980 | 1991 | 2001 | 2011 | 2021 |
| -------------- | ---- | ---- | ---- | ---- | ---- | ---- | ---- | ---- | ---- | ---- | ---- | ---- | ---- | ---- | ---- |
| Počet obyvatel | 162  | 239  | 182  | 196  | 286  | 305  | 263  | 206  | 186  | 158  | 102  | 70   | 64   | 69   | 80   |
| Počet domů     | 16   | 24   | 26   | 27   | 31   | 37   | 44   | 51   | 51   | 39   | 32   | 44   | 44   | 49   | 48   |

## Obecní správa
Při sčítání lidu v roce 1869 Lomnička byla osadou obce Dražeň v okrese Kralovice. V letech 1880–1950 byla samostatnou obcí, se kterým patřila nejprve do okresu Kralovice, ale v roce 1950 v okrese Plasy. Od roku 1960 je částí města Plasy v okrese Plzeň-sever.